# Piqué (tejido)

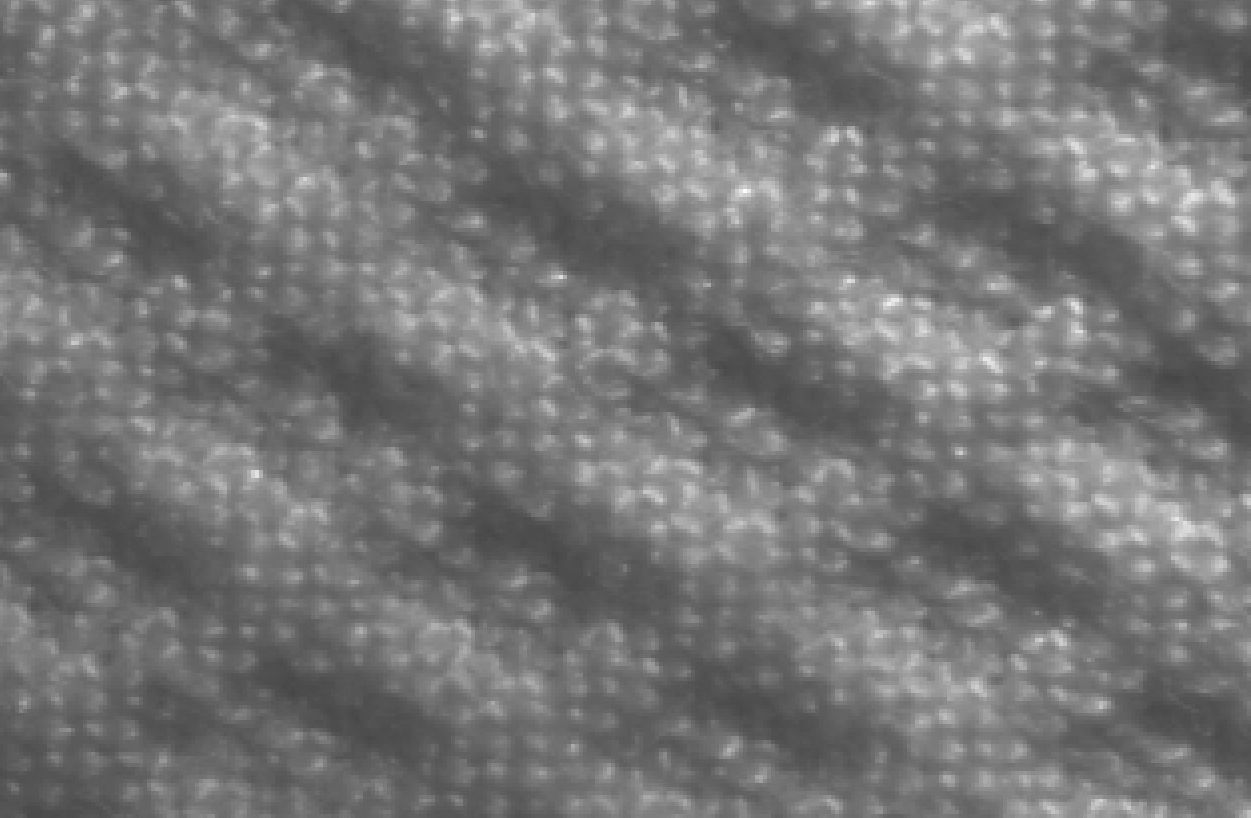
Vista microscópica de un tejido de piqué

El piqué, punto imperial o marsella es un tejido fraccionado de doce en doce hilos, normalmente usado con hilo de algodón, que se caracteriza porque la mitad de los hilos levantados de cada sección cambia alternativamente en cada pasada. El algodón de Twilled y el algodón cordado son familiares cercanos.

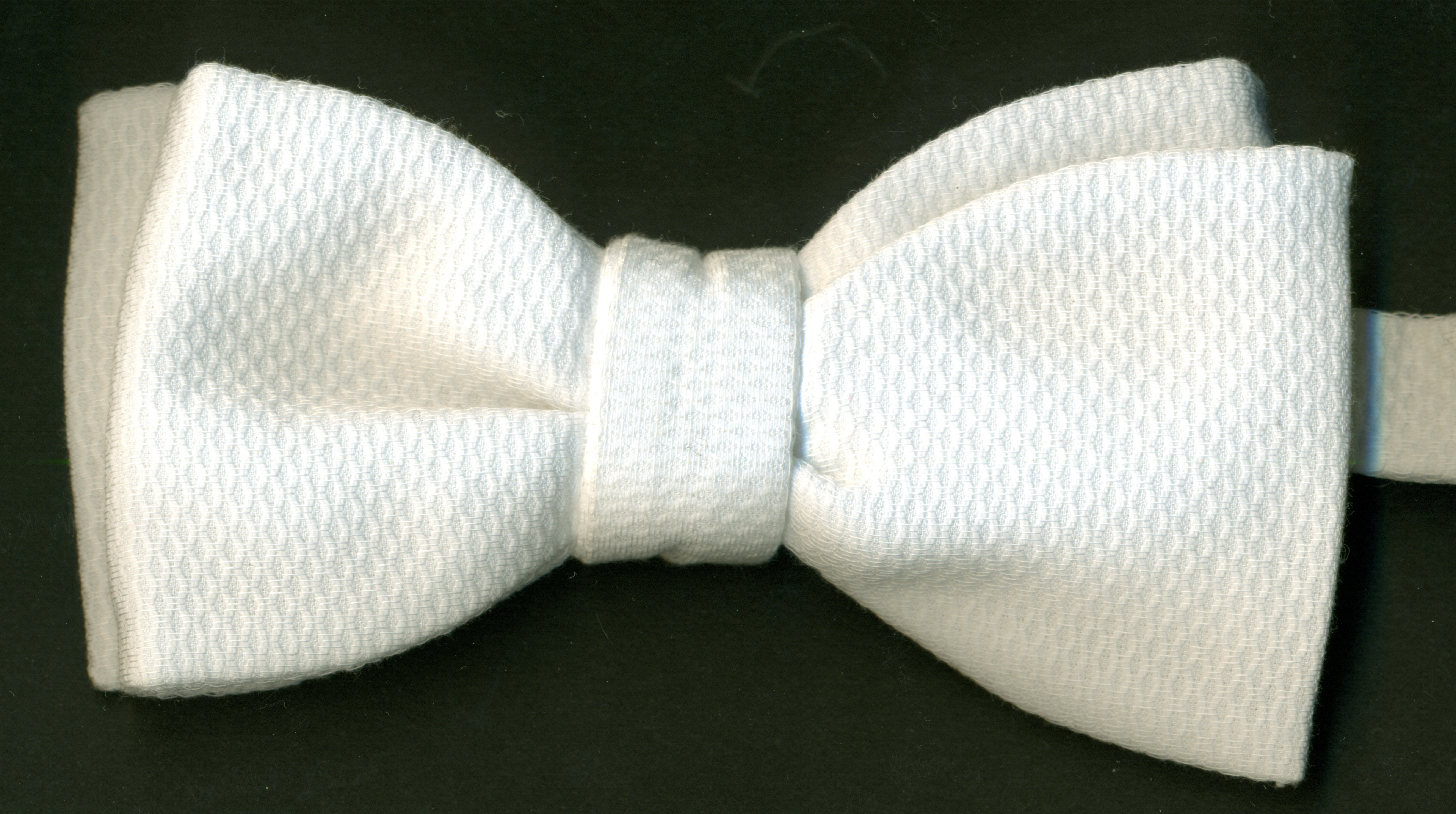
Pajarita de piqué

El tejido es parte del Frac, y algunas fuentes incluso dicen que esta tela fue inventada específicamente para dicho uso. Contiene más almidón que la tela llana, lo que produce un frente de camisa más tieso. Las camisas de piqué sustituyeron a las anteriores de tela llana, que continúan existiendo. El uso del piqué se extendió a otras partes del código de vestimenta y es actualmente la única tela usada en la corbata y chaleco del Frac.
El tejido de piqué fue desarrollado por la industria del algodón de Lancashire a finales del siglo XVIII como una técnica mecanizada para tejer paños dobles con una pesada trama de hilos incluida. Fue utilizado originalmente para hacer imitaciones de los edredones hilados de Provenza hechos en Marsella, la fabricación de los cuales se convirtió en una importante industria para Lancashire de fines del siglo XVIII a principios de siglo XX.
Actualmente, el piqué se emplea sobre todo para corbatas, muchas de las cuales llevan una orla o cenefa combinada con varias listas de distinto punto. Otro uso para él es en playeras de polo y vestidos de mujer, principalmente.
El término "marcella" es una de tantas variantes de la palabra "Marseilles".